# رحلات الساحرة
رحلات الساحرة (باليابانية: 魔女の旅々، بالروماجي: Majo no Tabitabi) هي سلسلة رواية خفيفة من تأليف جوغي شيرايشي ورسم آزوري، نشرت من قبل SB Creative، منذ 15 أبريل عام 2016. اقتبست إلى سلسلة مانغا نشرت من قبل سكوير إنكس منذ 29 نوفمبر عام 2018. أنتجت إلى مسلسل أنمي تلفزيون من قبل استوديو سي 2 سي، عرض الأنمي 2 أكتوبر عام 2020 واستمر عرضه حتى 18 ديسمبر عام 2020، وتكون 12 حلقة.

## القصة
تدور أحداث القصة عن ساحرة اسمها إلينا المفتونه بقصص الساحرة نيكي التي سافرت حول العالم، تطمح إلينا إلى أن تسافر مثلها، فتبدأت رحلة استكشافها حول العالم، لزيارة والتعريف على جميع أنواع الأشخاص والأماكن.

## الشخصيات
إلينا (باليابانية: イレイナ، بالروماجي: Ireina)
أداء صوتي: كايدي هوندو
فران (باليابانية: フラン، بالروماجي: Furan)
أداء صوتي: كانا هانازاوا
سايا (باليابانية: サヤ، بالروماجي: Saya)
أداء صوتي: تومويو كوروساوا
شيلا (باليابانية: シーラ، بالروماجي: Shīra)
أداء صوتي: يوكو هيكاسا
مينا (باليابانية: ミナ، بالروماجي: Mina)
أداء صوتي: مينامي تاكاهاشي

## وصلات خارجية
- موقع الأنمي الرسمي باللغة اليابانية
- رحلات الساحرة على موقع ANN manga (الإنجليزية)